# Lev Koulechov
Pour les articles homonymes, voir Koulechov.
Lev Koulechov (en russe : Лев Кулешов), né le 1er janvier 1899 à Tambov et mort le 30 mars 1970  à Moscou, est un cinéaste et théoricien russe puis soviétique.
Lev Koulechov a été crédité d’une expérience originale qui visait à démontrer ce que l’on nomme aujourd’hui l’effet Koulechov, ou effet-K. François Albera, professeur d’Histoire et esthétique du cinéma à l’Université de Lausanne, et éditeur spécialisé dans les textes théoriques de cinéastes soviétiques, remarque qu’il est notable que dans les principaux écrits théoriques de Lev Koulechov (de 1917 à 1934), qu'il a édités, le cinéaste ne cite jamais la fameuse expérience avec le comédien Ivan Mosjoukine, pourtant devenue depuis une véritable bannière des partisans du « tout au montage ».

C’est contre cette tendance qui, de toute évidence, a inventé une véritable légende, que s’insurge l’éditeur dans sa préface des écrits de Koulechov, L’Art du cinéma et autres écrits : 

« L’ensemble de textes que nous proposons aux lecteurs français permettra de découvrir quels sont les objets théoriques que se donne Koulechov et donc de se déprendre enfin de ce mythe du "Montage-roi" inventé par Christian Metz à partir des catégories d’André Bazin et de cet "effet-K" que son auteur n’a lui-même jamais décrit et qu’on doit sans doute à une formule de Vsevolod Poudovkine (auquel on attribua l’"effet" jusque dans les années d’après-guerre où il tint à "rendre à César" l’encombrante "trouvaille"). »

## Biographie
Lev Vladimirovitch Koulechov (en russe : Лев Владимирович Кулешов) naît le 1er janvier 1899 à Tambov. Après la mort de son père, Lev Koulechov, encore adolescent, s’installe à Moscou où il suit pendant quelques années des cours à l’Académie russe des beaux-arts.
En 1917, à l’âge de 18 ans, il est engagé par le producteur de cinéma Alexandre Khanjonkov comme assistant-décorateur pour le film À la recherche du bonheur, réalisé par Evgueny Bauer (appelé parfois Géo Bauer) qui a l’habitude de concevoir lui-même les décors de ses films et qui demande l’aide d’un jeune. Bauer le choisit aussi pour tenir le rôle d’Enrico, un artiste. Ce film sera le dernier de Bauer, l’un des plus célèbres réalisateurs russes du début des années 1910, qui fuit l’agitation révolutionnaire et qui meurt la même année d’une pneumonie. Lev Koulechov, lui, participe avec enthousiasme à la mise en place du pouvoir soviétique.
Dès son arrivée dans le métier, il échafaude des théories hardies et originales qui ne survivront pas à l’expérience. Il soutient par exemple que le réalisateur, qu’il nomme « l’artiste peintre », car il pense que seul un artiste ayant étudié le cadre, la composition graphique, la lumière, les formes, etc., peut revendiquer la direction artistique d’un film.
Il prône aussi ce qu’il appelle l'utilisation du « brouillon constructif », non pas un scénario, sous la forme traditionnelle d’un texte écrit, mais sous celle d’un film qui ne servirait que de brouillon au véritable film.  Rêve d’un jeune qui n’avait pas encore intégré les données économiques et financières du cinéma, et notamment celles de l’économie soviétique à ses débuts, il n’en tourne pas moins la même année son premier film, juste avant la Révolution d'Octobre, Le Projet de l’ingénieur Pricht, qui sortira en 1918. Lorsqu’un demi-siècle plus tard, en 1966, il commente ce film dans Le cinéma soviétique par ceux qui l’ont fait, il écrit : « J’ai fait une découverte : grâce au montage, on peut créer, pour ainsi dire, une nouvelle géographie, un nouveau lieu de l’action, on peut créer ainsi de nouveaux rapports entre les objets, la nature, les personnages et les péripéties du film. » Il semble ignorer tout de l’histoire du langage filmique, et notamment les apports fondamentaux du cinéma britannique de l’École de Brighton, à la charnière du XIXe siècle et du XXe siècle, et ceux du cinéma américain qui a codifié dès 1912 ce genre de montage avec les films de D. W. Griffith et de Thomas Ince.
Mais en 1917, sa croyance en l’avènement d’une société nouvelle est entière, et, après la prise du pouvoir par le Parti bolchevique, il est nommé chef du service des Actualités de l’Armée rouge, et va récolter des images sur les fronts intérieurs contre les Armées blanches qui s’opposent au coup d’état bolchevique. L’historien du cinéma Georges Sadoul rappelle que dans les toutes premières années du pouvoir soviétique, les combats de la guerre civile, « désorganisant l’économie, privèrent les cinéastes soviétiques d’électricité, de pellicule, de chaleur ou même d’une nourriture suffisante. »
En 1920, Koulechov est chargé, en tant que professeur, d’une formation pluridisciplinaire pour fournir au nouveau cinéma des comédiens spécialisés. Ce qui fait dire à Vsevolod Poudovkine, qui devient l’assistant de Koulechov dans son « Laboratoire expérimental » : « Nous ne souffrions pas seulement du froid, mais aussi de la faim et, pendant que, sans filmer, nous apprenions à filmer, nous pûmes gagner quelque argent en donnant des séances pratiques hors de l’école et de nos études. »
En effet, pas de pellicule, pas de tournage. Les étudiants regroupés autour de Koulechov sont réduits à fabriquer de bric et de broc les costumes et les accessoires, et de montrer à un public payant, non pas des films réalisés, mais des intentions de films, jouées en direct devant les spectateurs, ce que Koulechov appelle des « films sur papier ». « Pour aller dans les salles où nous nous produisions, nous transportions nos costumes et nos accessoires dans des landaus d’enfant. » « Voilà comment nous avons formé des gens de cinéma, comment, tout en enseignant, nous nous formâmes nous-mêmes. »
En 1923, il se marie avec l'actrice Alexandra Khokhlova, qui jouera dans ses principaux films, et sera co-réalisatrice de quelques-uns d’entre eux.
En 1924, il réalise une comédie dont le but est de se moquer de l’anticommunisme américain : Les Aventures extraordinaires de Mr West au pays des bolcheviks. Mister West visite Moscou, accompagné par un garde du corps, Jeddy, qui n’est autre qu’un cow-boy (joué par Boris Barnet, futur réalisateur de grand talent), afin d’être protégé des méchants bolcheviques et de leur couteau entre les dents ! À la fin du film, Mister West revient au pays, converti au communisme…
C’est en 1926 que Koulechov réalise ce qui est considéré comme son chef-d’œuvre : Dura lex (Selon la Loi), d’après une nouvelle de l’écrivain américain socialiste Jack London, un règlement de comptes parmi des orpailleurs durant la ruée vers l'or du Klondike, une région montagneuse du Canada. « Ses acteurs, loin d’avoir l’immobilité des objets, eurent un jeu excessif, syncopé, contorsionné, assez proche de l’expressionnisme. »
En 1927, il « signe à Paris un contrat resté sans suite pour l’édition de L’Alphabet du cinéma avec les éditions Impression ABC. Seul un extrait paraîtra en 1929 dans Monde, l’hebdomadaire dirigé par Henri Barbusse », un écrivain du Parti communiste français.
Au fil des années, Koulechov perd de l’influence en U.R.S.S., au profit de certains de ses étudiants, comme Sergueï Eisenstein, qui se nourrit de ses découvertes. En 1944, il est nommé directeur du VGIK (Institut d’État de la cinématographie), où il avait été enseignant.
En 1965, Les Lettres françaises, la revue communiste dirigée à l’époque par Louis Aragon, publie quelques-uns des textes théoriques de Koulechov. La même année, les éditions Dujarric publient son Traité de mise en scène, en supplément à l’hebdomadaire professionnel Le Technicien du film, du no 112 au no 128, et en tirent en 1973 un Manuel, dans lequel les textes sont regroupés.
En 1966, Koulechov est appelé à faire partie du jury de la Mostra de Venise.
Lev Koulechov meurt le 30 mars 1970 à Moscou.
Dans les années 1980, son œuvre théorique est enfin rassemblée et publiée à Moscou.

## Théoricien du cinéma
Dans ses premiers articles théoriques, écrit en 1917-1918 à dix-neuf ans, De la tâche des artistes peintres dans le cinéma et suivants, il s’identifie au réalisateur de films, qu’il appelle « l’artiste peintre », car pour lui le vrai créateur du cinéma est celui qui est capable de mettre en place une image animée, tel un peintre ou un dessinateur ébauchant son tableau, et il affirme : « Il faut envisager les cadres isolés de films comme s’apparentant à la peinture primitive, en aplat, des vases antiques. » Les « cadres isolés » étant ce que l’on appelle en français les plans (Kadr en russe), qui désigne aussi bien la prise de vues, d’un démarrage de la caméra à son arrêt, que le cadrage même.
À vingt ans, en 1919, Lev Koulechov est nommé professeur à l’école de cinéma de Moscou. Il part en mission pour filmer des actualités de guerre, puis organise ses cours. « En revenant du front, nous reprîmes notre travail à l’École Cinématographique d’État, et c’est là que nous commençâmes à élaborer notre théorie fondamentale pour la formation de l’acteur ; notre première tâche avait été de créer une méthode de travail pour assurer cette formation. »

En 1934, Koulechov parlera des « acteurs », des « comédiens ». En 1917 et au début des années 1920, il développe surtout la formation de « modèles vivants », ainsi qu’il appelle les comédiens dans un film. Il faut se rappeler que son unique formation a été celle du dessin et de la peinture à l’Académie des beaux-arts de Moscou, là où l’on engage des modèles figés, qui tiennent la pose pendant que les étudiants en font l’esquisse au crayon ou au fusain. La majorité de ses écrits concerne la formation des comédiens au jeu spécifique devant la caméra. Il propose une quantité importante d’exercices auxquels les prétendants aux rôles de cinéma doivent se plier. Par exemple : 

« Un homme rentre chez lui, se prépare un thé, le boit et se couche… Il faut travailler avec des objets imaginaires, ce qui est d’une incroyable utilité dans la formation du « modèle ». Demandez à quelqu’un d’ordinaire de boire avec un verre imaginaire et de le reposer sur une table. Vous verrez d’après la disposition des doigts de l’homme en train de boire que ce verre n’a ni taille ni forme. Et qu’en le reposant sur la table, on dirait qu’il est en chiffon et non pas en verre. »

Mais en 1920, Lev Koulechov se pose globalement la question que se poseront plus tard de nombreux théoriciens : qu’est-ce que le cinéma ? Il fait remonter l’invention du cinéma aux films produits par Thomas Edison et réalisés par William Kennedy Laurie Dickson, en citant la date de 1893 (création des Kinetoscope Parlors) comme débuts du cinéma, et englobant les améliorations fondamentales qu’ont apportées à l’invention américaine les frères Lumière à la fin de 1895 :

« Le cinéma s’est développé de la façon suivante : on a commencé par inventer l’appareil (1893-1896), puis on a tourné quelques tableaux très simples, peu à peu les tableaux se sont améliorés, ce qui a fait naître des prétentions à rattacher le cinéma à l’art, alors même que le processus de création des ciné-tableaux relevait du hasard et ne se fondait sur rien. La plupart des arts ont une origine si ancienne qu’il y a longtemps que leur légitimité est établie et qu’ils donnent matière à différentes interprétations ; enfin et surtout, leurs critères et leurs caractéristiques sont évidents. Comme on le voit, ce n’est pas du tout le cas du cinéma : un art est né mais sa légitimité demande encore à être démontrée. »

Koulechov et ses étudiants assistent à la projection de nombreux films, non seulement les films russes des années passées, mais tous les films étrangers qui ont franchi la frontière. En les voyant, comment définir l’art du cinéma, comment déterminer le langage filmique ? « Voyons sans parti pris si le succès mérité des bons films tenait effectivement à une bonne compréhension de ce qu'est le cinéma et à une méthode correcte de mise en scène. Bien sûr que non ! À quoi étions-nous parvenus dans ce type de films ?
- 1) Les acteurs jouent bien, mais il s’agit là d’art dramatique !
- 2) L’artiste peintre a exécuté un superbe décor, mais il s’agit là d’art plastique !
- 3) L’opérateur a bien filmé, mais il s’agit là du talent de l’opérateur-photographe !
- 4) Enfin, l’histoire est passionnante, mais il s’agit là d’art littéraire.

Où est donc l’art du cinéma? »
Koulechov est fasciné par les films américains. Ce sont ceux que les spectateurs russes adorent, qui les font se lever de plaisir, et pousser des cris d’enthousiasme. Il analyse comment sont tournés ces films américains et en tire la conclusion suivante : « Le véritable cinéma, c’est le tournage de plans américains et l’essence du cinéma, c’est le moyen permettant d’obtenir une impression artistique : le montage. » Il rappelle cependant que « le montage d’un film est indubitablement soumis au tournage. » Un plan oublié au tournage est irrattrapable au montage.

## Expériences didactiques
En 1929, il verse son expérience de réalisateur au bénéfice, écrit-il, du spectateur, des directeurs de ciné-fabriques (studios de cinéma), des cinéastes eux-mêmes. Il décrit ainsi un essai intéressant :

« J’ai voulu montrer une femme assise à son miroir, en train de se maquiller les yeux et les sourcils, de se mettre du rouge aux lèvres, et enfin de se chausser. Rien que par le montage, je montrai une femme qui, dans la réalité, n’existait pas, puisque j’avais filmé les lèvres d’une femme, les jambes d’une autre, le dos d’une troisième, les yeux d’une quatrième. J’avais ensuite collé ces fragments en observant une certaine cohérence entre eux et j’ai obtenu un personnage composite en partant d’un matériau pourtant bien réel. Cet exemple prouve là encore que toute la force du langage filmique réside dans le montage. »

 
Mais il veut aller plus loin dans la réflexion : cet essai lui fait penser que le « modèle » est un matériau qui peut être formé et déformé en vue d’obtenir le résultat escompté, et cela même contre son gré. 

« Nous avions discuté auparavant pour savoir si ce que l’acteur éprouvait dans un état psychologique donné, dépendait ou non du montage. Nous supposions que ceci au moins n’était pas modifiable au montage. Nous en avions parlé à un comédien de renom à qui nous avions dit : imaginez la scène suivante ; un homme vient de passer un long séjour en prison et il est affamé car il a été privé d’une saine nourriture ; on lui apporte une assiette de soupe, il se réjouit et l’engloutit. Autre scène : un homme est en prison, jusque-là il a été bien nourri mais se languit du monde extérieur ; on lui ouvre la porte, il est libre de sortir. Et voilà ce que nous avons demandé à cet acteur : le visage du personnage réagissant à la vue de la soupe et celui du personnage face à la liberté retrouvée seront-ils ou non identiques au cinéma ? Le comédien nous a fait une réponse indignée : il est évident que les deux réactions seront complètement différentes! »

Koulechov filme alors les deux réactions jouées par ce comédien. Il filme également l’assiette de soupe (qui reviendra plus tard dans les souvenirs arrangés de Poudovkine) et la porte qu’on ouvre en grand devant le prisonnier. 
« Quelle que soit la façon dont je disposais [les plans] et dont on les examinait, personne ne distinguait la moindre différence dans le visage de cet acteur, alors même que son jeu avait différé énormément au tournage. Avec un montage correct, même si on prend le jeu d’un acteur visant autre chose, le spectateur le percevra de toute façon comme le monteur l’a voulu, car le spectateur complète de lui-même ce fragment et voit ce que lui suggère le montage. »
Cette expérience est en quelque sorte l’antithèse de celle qui était attribuée à Koulechov, avec l’acteur Ivan Mosjoukine en gros plan, impassible, neutre, sans aucune mimique, et l’inévitable assiette de soupe. Et ce pourrait être la véritable  expérience, puisque celle-ci est réellement décrite par Koulechov lui-même. Elle démontre exactement le même phénomène, le fameux effet-K.

## Filmographie

### Réalisateur
- 1918 : Chant d'amour inachevé (film commencé par Vitold Polonski)
- 1918 : Le Projet de l'ingénieur Pright (ru)[21],[22]
- 1919 : Actualités, documentaire
- 1920 : Sur le front rouge, court métrage
- 1924 : Les Aventures extraordinaires de Mr West au pays des bolcheviks
- 1925 : Le Rayon de la mort
- 1926 : Dura Lex
- 1926 : Locomotive n°1006
- 1927 : Celle que vous connaissez (ru) ou La Journaliste
- 1929 : Le Joyeux canari (ru)
- 1929 : Deux-Bouldi-Deux, réalisé avec Nina Agadjanova
- 1930 : La Brèche, court métrage
- 1931 : Quarante Cœurs (ru), documentaire
- 1932 : L'Horizon (ru)
- 1933 : Le Grand consolateur
- 1934 : Vol de la vue (ru) réalisé avec Leonid Obolenski
- 1936 : Dokhounda (ru)
- 1940 : Les Sibériens
- 1941 : Descente dans un volcan, réalisé avec Alexandra Khokhlova et Evgueni Schneider
- 1942 : Les Jeunes partisans
- 1942 : Le Serment de Timour (ru)
- 1943 : Professeur Kartachova
- 1943 : Nous, de l'Oural, réalisé avec Alexandra Khokhlova

### Scénariste
- 1920 : Sur le front rouge
- 1926 : Dura Lex
- 1930 : Sacha d'Alexandra Khokhlova
- 1932 : L'Horizon
- 1933 : Le Grand consolateur

### Directeur artistique
- 1917 : Une vie de trois jours d'Alexandre Gromov
- 1917 : Teni lyoubvi d'Alexandre Gromov
- 1917 : Le Roi de Paris d'Evgueni Bauer et d'Olga Rakhmanova
- 1917 : Chernaya lyoubov de Vladimir Strijevski
- 1917 : Le Tocsin d'Evgueni Bauer
- 1918 : La Veuve de Fiodor Komissarjevski
- 1918 : Sliakot boulvarnaia (réalisateur inconnu)
- 1918 : Le Projet de l'ingénieur Pright
- 1918 : Mademoiselle Marie de Boris Tchaïkovski
- 1933 : Le Grand consolateur

### Monteur
- 1918 : Le Projet de l'ingénieur Pright
- 1927 : Celle que vous connaissez ou La Journaliste
- 1929 : Le Joyeux canari
- 1940 : Les Sibériens
- 1942 : Le Serment de Timour

### Autres
Acteur
- 1917 : Tchernaya lyoubov de Vladimir Strijevski
- 1917 : À la recherche du bonheur d'Evgueni Bauer: Enrico, un peintre
- 1918 : Chant d'amour inachevé, réalisé avec Vitold Polonski,
- 1920 : Sur le front rouge: un paysan polonais
- 1925 : Le Rayon de la mort

Décorateur
- 1917 : À la recherche du bonheur d'Evgueni Bauer
- 1917 : Soumerki d'Andrej Gromov
- 1917 : Le Roi de Paris d'Evgueni Bauer et d'Olga Rakhmanova
- 1933 : Le Grand consolateur

Directeur de production
- 1934 : Vol de la vue de Leonid Obolenski.

## Publication
- L'Art du cinéma et autres écrits, traduction de Valérie Pozner, Lausanne, L’Âge d’Homme, 1994.